# 御史大夫
御史大夫（ぎょしたいふ）は、古代中国の官職である。副丞相とも呼ばれた。日本では飛鳥時代に短期間であるが採用された。

## 中国
一般には、御史台の長官で、官僚の監察を行うとされているが、秦・漢時代に於いては、監察業務はその下に置かれた、御史と称される官僚が行い、御史大夫は副宰相格として、或いは皇帝の側近の筆頭として、政策立案を司っていたようであり、その管轄する官署は御史府と称されていた。
景帝・武帝の時代から、皇帝の権威・権勢が強まると、相対的に行政執行官であり、官僚の最高ポストでもある丞相の権威が低下して名誉職の色合いが濃くなった。そこで皇帝の側近筆頭たる御史大夫が、宰相の役割を果たすようになった。この時期の御史大夫として、鼂錯や張湯がよく知られる。
だが、この状況も長くは続かず、外戚等の新たなる皇帝の側近勢力が、領尚書事として、政治の中枢に参与。これにより、彼等が政治の実権を握ることとなった。

## 日本
日本では天智天皇の時代に一時期大臣に次ぐ官職名として採用されたが、壬申の乱によって近江朝廷が崩壊すると廃止された。大宝律令以後の律令制における大納言に相当するが、天皇近侍の官としての要素も含まれたとされている。なお、律令制下においては弾正尹の唐名として用いられた。